# Carlo Giuseppe de Croix
Francesco Sebastiano Carlo Giuseppe de Croix conte di Clerfait (o Clerfayt o Clairfait) e di Carbonne (Binche, 14 ottobre 1733 – Vienna, 21 luglio 1798) è stato un generale austriaco.

## Biografia
Clerfait si distinse nella Guerra dei sette anni diventando colonnello, combatté nel 1788 e nel 1789 nella guerra contro i turchi come luogotenente maresciallo e fu promosso feldmaresciallo nel 1790 dopo aver sconfitto i turchi nella Battaglia di Kalafat (27 luglio 1790). Nel 1792, insieme al generale Beaulieu, cacciò i francesi dai Paesi Bassi, prese parte alle conquiste di Longwy e Verdun, si impadronì il 1º settembre 1792 dei capisaldi principali presso Stenay prima della Battaglia di Valmy e dopo questa coprì  la ritirata del duca di Brunswick verso Coblenza, ricevendo quindi in Olanda il comando dell'esercito austriaco contro il generale francese Dumouriez al posto del duca Alberto di Sassonia-Teschen.

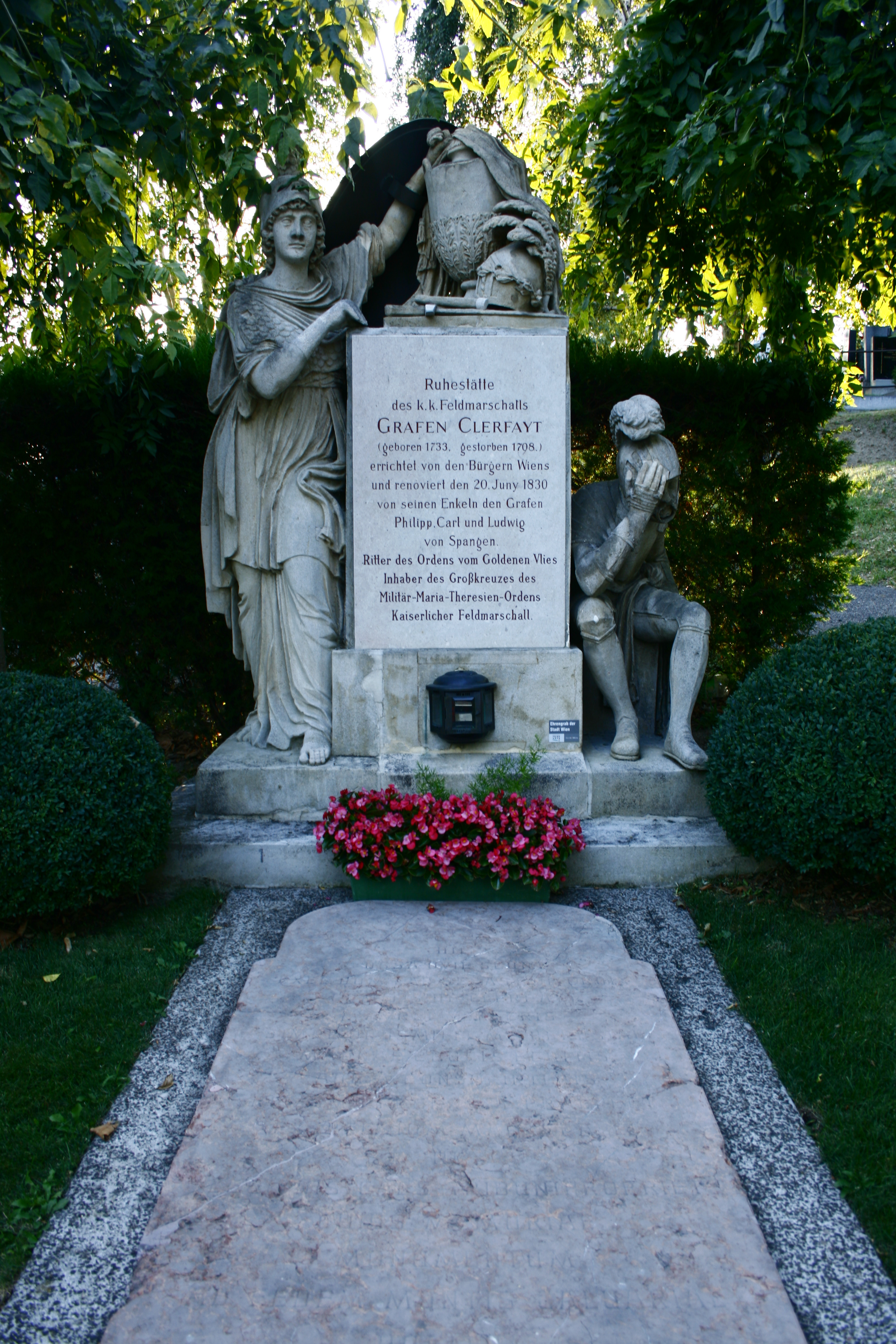
La sua Tomba al cimitero di Hernals, Vienna.

Il 1º marzo 1793 sconfisse i francesi ad Aldenhoven, li costrinse a togliere l'assedio alla città di Maastricht ed il suo intervento fu decisivo nella battaglia di Neerwinden. Nel 1794 respinse nelle Fiandre molti attacchi nemici ma fu sconfitto dal generale Pichegru a Kassel, Menen e Kortrijk e non riuscì più a fermare il nemico dopo la battaglia di Fleurus, persa dal principe di Coburgo. Chiamato a sostituire il Coburgo, condusse le truppe austriache ordinatamente oltre il Reno. Nel 1795 ricevette come Feldmaresciallo il comando supremo delle armate austriache del medio e basso Reno. Quando nell'autunno i generali francesi Jourdan e Pichegru, rispettivamente presso Düsseldorf e Mannheim, oltrepassarono il Reno, Clerfait si gettò ad est e li batté il 10 ottobre presso Höchst am Main respingendoli indietro oltre il Reno.
Si precipitò quindi verso Magonza, nella quale erano asserragliati 70.000 francesi e le cui fortificazioni erano ritenute inespugnabili, la conquistò, e respinse il nemico verso Bingen e attraverso Oppenheim fino a Alzey. Non equipaggiato per una campagna invernale, concluse un armistizio il 21 dicembre e rientrò in Vienna a gennaio del 1796. Sulla via del ritorno si acquartierò a Francoforte sul Meno. La città, grata poiché la vittoria di Clerfait sui francesi a Höchst am Main aveva loro risparmiato l'occupazione francese, gli conferì la cittadinanza onoraria. A causa di dissidi con il ministro barone di Thugut  per l'armistizio con i francesi ed i rimproveri per aver preso le iniziative troppo lentamente, rinunciò al rinnovo del comando supremo ed entrò nel consiglio aulico di guerra. Morì poco dopo stimato da tutti.